# Морское право Амальфи
Морское право Амальфи (итал. Tavole amalfitane, также лат. Tabula Amalfitana) — нормы морского права, содержавшиеся в сборнике, созданном первоначально в XI или XII веке в итальянском приморском городе-республике Амальфи на основе морских торговых обычаев средневековья. В истории права этот сборник норм, служивший кодексом для купцов Средиземноморья вплоть до XVI столетия, также получил известность под латинским названием Capitula et ordinationes Curiae Maritimae nobilis civitatis Amalphe.

## Появление сборника права Амальфи и его последствия
Появление первого кодекса торгового мореплавания в Амальфи было для той эпохи поистине новаторским событием в области правотворчества, которое в первую очередь способствовало распространению договора морской перевозки — коносаменто. Впрочем, известный всему миру коносамент сами итальянцы позднее назовут другим термином — polizza di carico.
Издавна основным занятием населения Амальфи, включая амальфитанскую знать, была торговля. Именно с целью регулирования коммерческой практики, связанной с перевозками различных товаров по Средиземному морю и их продажей на его побережье, и был создан Кодекс морского права Амальфи. Именно он заложил основу современного торгового права, которое начало формироваться на небольшой прибрежной территории Средиземного моря, а затем со временем распространилось по всей Италии и далеко за её пределами.

## Положение Амальфи на международной арене и статус кодекса
В X—XI веках амальфитанские купцы вели торговлю с Сицилией, Испанией, Тунисом, Египтом, со странами Леванта и с жителями Балканского полуострова. Даже когда Венеция стала перехватывать инициативу в торговле с востоком, город Амальфи продолжал оставаться главным посредническим центром в торговых отношениях с Северной Африкой и Испанией. Подчинение города власти норманнов, которое с 1131 года стало окончательным, привело к утрате амальфитанцами части привилегий в Византии и в арабских странах, которые традиционно испытывали к норманнам весьма враждебные чувства. Однако самым тяжёлым ударом для Амальфи явилось его поражение в морской войне с Пизой (1135—1137).

## Распространение Амальфитанского права
Адвокат В. Н. Захватаев, автор книги «Коммерческий кодекс Франции», опубликованной издательством Волтерс Клувер в 2008 г. и содержащей специальный раздел, посвящённый законодательству в области торгового мореплавания Франции, следующим образом подчёркивает значение Амальфитанского кодекса для формирования французского морского коммерческого права:

…кроме практики и обычаев, передававшихся в устной форме, существенное влияние на становление и развитие французского торгового права, и особенно морского торгового права, оказали средиземноморские сборники судебных решений и морских обычаев, среди которых были, например, Амальфитанские таблицы (Tavole Amalfitane), составленные в самом начале второго тысячелетия в период процветания итальянского города-республики Амальфи.
Город Амальфи являлся самой древней из четырёх известных морских республик Италии, в которых в период раннего Средневековья морская торговля развивалась наиболее интенсивно и достигла своего наивысшего расцвета. Тремя другими городами были Пиза, Генуя и Венеция. Однако правовые обычаи этих городов не выдержали испытания временем. Лишь Амальфитанские таблицы получили всеобщее признание и стали кодексом морского права на всём Средиземноморье.